# Våd hede
Denne naturtype finder man på de fugtigste steder i større hedearealer eller – mere udbredt – i nærheden af højmoser. Våd Hede er en betegnelse for en naturtype i Natura 2000-netværket, med nummeret 4010.

## Dannelsesforhold
Typen er afhængig af konstant, høj vandstand, og klokkelyng kan ikke klare sig i konkurrence mod blåtop, hvis området bliver udtørret. Der er ligeledes en konstant fare for, at højere buske og træer kan invadere området og ændre forholdene.

## Plantevækst
De typiske planter på denne naturtype er:
- Almindelig Revling (Empetrum nigrum)
- Almindelig Tranebær (Vaccinium oxycoccus)
- Blåtop (Molinia caerulea)
- Hedelyng (Calluna vulgaris)
- Klokke-Lyng (Erica tetralix)
- Mose-Pors (Myrica gale)
- Rosmarinlyng (Andromeda polifolia)